# 宽斯
宽斯（法語：Coinces，法語發音：[kwɛ̃s]）是法国卢瓦雷省的一个市镇，位于该省西部，属于奥尔良区。

## 地理
宽斯（48°0'37"N, 1°44'25"E）面积21.63 平方千米，位于法国中央-卢瓦尔河谷大区卢瓦雷省，该省份为法国中北部省份，北起埃松省，西北接厄尔-卢瓦省，西南接卢瓦-谢尔省，南至涅夫勒省和谢尔省，东临约讷省，东北接塞纳-马恩省。
与宽斯接壤的市镇（或旧市镇、城区）包括：布里西、帕泰、鲁夫赖圣克鲁瓦、圣佩拉维拉科隆布、苏日。

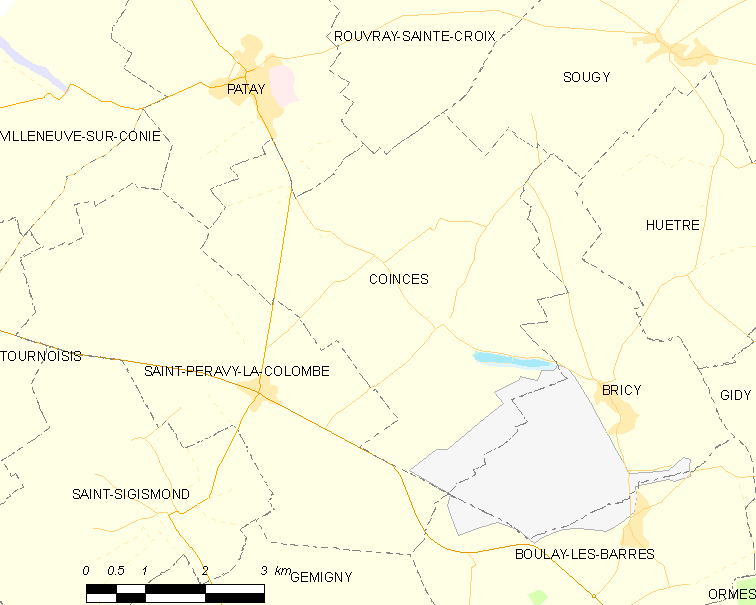
宽斯的OSM定位图

宽斯的时区为UTC+01:00、UTC+02:00（夏令时）。

## 行政
宽斯的邮政编码为45310，INSEE市镇编码为45099。

## 政治
宽斯所属的省级选区为卢瓦尔河畔默恩县。

## 人口

1962-2008年间宽斯人口变化图示

宽斯于2022年1月1日时的人口数量为498人。